# Manos Katrakis
Emmanuel Katrakis, més conegut com a Manos Katrakis, (Kíssamos, 14 d'agost de 1908 – Atenes, 2 de setembre de 1984) fou un actor de cinema i de teatre grec.

## Biografia
Nascut el 14 d'agost de 1908 a la ciutat de Kastelli-Kíssamos, a la República de Creta, fou el més jove de cincs fills que tingueren Haralambos Katrakis i Irini Katraki. Quan va complir els 10 anys, la seva família es traslladà de Creta a Atenes, on el seu pare trobà una feina. El seu germà Giannis Katrakis emigrà a Nord-amèrica.
Durant la seva joventut, va jugar en diversos equips de futbol, incloent entre d'altres l'Athinaikos FC.
Juntament amb l'actor i director Kostas Leloudas, va actuar en la seva primera pel·lícula To Lavaro tou '21 el 1928. Adaptada al teatre, tres anys més tard es va representar al Teatre Nacional de Grècia (Ethniko Theatro). Durant la dècada de 1930, va continuar actuant en obres de teatre (fou amic del mestre Dimitris Mitrópoulos). Es va casar amb Anna Lori als trenta-cinc anys.
Va participar en la resistència com a membre de EAM/ELAS i després va negar-se a signar una declaració de penediment durant la Guerra civil grega de 1946-1949. Fruit de la seva activitat política, fou desterrat a l'illa presó de Makronisos, juntament amb altres figures de renom com Iannis Ritsos, Nikos Kúnduros, Mikis Theodorakis o Thanasis Veggos.
A la dècada de 1950 va tornar a Atenes des de Makronisos però va trobar poca feina en el món del teatre, lliurant-se a interpretar rols petits i grans en pel·lícules i obres de teatre.
L'any 1954, es va casar amb la seva tercera i última esposa, Linda Alma - pseudònim d'Eleni Malioufa (Ελένη Μαλιούφα).
Fou un àvid fumador durant gairebé tota la seva vida, fet que finalment li va provocar la mort. Poc abans de morir, va filmar la seva última i millor pel·lícula Taxidi sta Kythira ("Viatge a Citera") amb el director Theo Angelópulos. Va morir el 2 de setembre de 1984 a Atenes als setanta-sis anys per càncer de pulmó.
El 2009, l'Hellenic Post, operador de correus grec, va emetre un segell postal de 0,01 € en honor seu.

## Filmografia
| - To Lavaro tou '21 (1929) .... Dimos - Etsi kaneis, san agapiseis (1931) - O Agapitikos tis voskopoulas (1932) .... Liakos - Katadromi sto Aigaion (1946) .... Raidis - Marinos Kontaras (1948) .... Marinos Kontaras - Oi Germanoi xanarhontai... (1948) .... soldat alemany - I Floga tis eleftherias (1952) .... narrador - Eva (1953) .... Alekos - Magiki polis (1954) - O Dromos me tis akakies (1956) .... Hristos Vranas - Flogera kai aima (1956) .... Stathis Vlahopanagos - Antígona (1961) .... Creon - Synoikia to Oneiro (1961) .... Nekroforas - Electra (1963) .... tutor - Thriamvos (1962) .... Bournokos - Ta Kokkina fanaria (1963) .... capità Nikolas - Athoa i enohi? (1963) .... Alekos - Enas delikanis (1963) .... pare - O Adelfos Anna (1963) .... Vasiliou - Oi Epikindynoi (1964) - Enomenoi sti zoi kai sto thanato (1964) .... capità Seratos - Prodosia (1964) .... professor Viktor Kastriotis - Diogmos (1965) - O Epanastatis (1965) - O Metanastis (1965) - Istoria mias zois (1965) .... Mikes Papadimas - To Bloko (1965) - Tora pou fevgo ap' ti zoi (1966) - Sklavoi tis moiras (1966) .... Sr. Delipetrou - Mazi sou, gia panta (1966) - Katigoro tous anthropous (1966) .... Elefterios Dimitropoulos - O Katatregmenos (1966) .... Labros Sarioglou - To Homa vaftike kokkino (1966) .... pare Hormovas - Erotas stin kafti ammo (1966) .... Nikolas - Eho dikaioma na s' agapo! (1966) - Dakrya gia tin Ilektra (1966) .... Tassos Petridis - Aihmalotoi tou pepromenou (1966) .... Hristos - Aharisti (1966) - I Exodos tou Mesolongiou (1966) - Ti ki an gennithika ftohos (1967) .... Sr. Razis - O Labiris enantion ton paranomon (1967) - Kontserto gia polyvola (1967) .... general Dareios - Xerizomeni genia (1968) .... Manthos | - Tosa oneira stous dromous (1968) .... Mose Aron - Tha kano petra tin kardia mou (1968) .... Pantelis - Mia mera, o pateras mou (1968) - I Lygeri (1968) .... Konstadis Matrozos - I Leoforos tou misous (1968) - Katigoroumeni, apologisou (1968) - I Kardia enos aliti (1968) - To Kanoni kai t' aidoni (1968) - Jane Eyre (1968) .... Edward Rodgester - As me krinoun oi gynaikes (1968) .... Angelos Bartis - I Thysia mias gynaikas (1969) - I Sfragida tou Theou (1969) .... Yiannis - O Prosfygas (1969) .... Thanasis Daoutis - I Ora tis alitheias (1969) - I Leoforos tis prodosias (1969) .... general de brigada Gerakaris - Kynigimeni prosfygopoula (1969) .... Argyris - Koureli tis zois (1969) - Kakos, psyhros ki anapodos (1969) .... Alekos Valiris - Gia tin timi kai gia ton erota (1969) .... Pavlos - Filise me, prin fygeis gia panta (1969) .... Stavros Karapanos - I Zougla ton poleon (1970) .... Lysias Sekeris - To Teleftaio fili (1970) - Ores agapis, ores polemou (1970) - Filise me, prin fygeis gia panta (1970) .... Stavros Karapanos - Oratotis miden (1970) .... Horst Richter - Katigoro tous dynatous (1970) .... Labros Kontarinis - Esena mono agapo (1970) .... Vyronas Derkos - Aftoi pou milisan me ton thanato (1970) - Katahrisis exousias (1971) - Me fovon kai pathos (1972) .... Alexandros Viaskos - Horis syneidisi (1972) .... Kostas Dellis - Antartes ton poleon (1972) .... pare de Fotis - I Aliki diktator (1972) - Oi Prostates (1973) .... Petros Rallis - I Fonissa (1974) .... narrador - I Diki ton dikaston (1974) .... Theodoros Kolokotronis - O Efialtis (1978) - Kravgi gynaikon (1978) .... Kreon - O Ilios tou thanatou (1978) - Eleftherios Venizelos: 1910–1927 (1980) .... Petros - O anthropos me to garyfallo (1980) .... Nikolaos Plastiras - Hronia tis thyellas, Ta (1984) .... home vell - Taxidi sta Kythira (1984) .... Spyros |